# Haus Attenbach

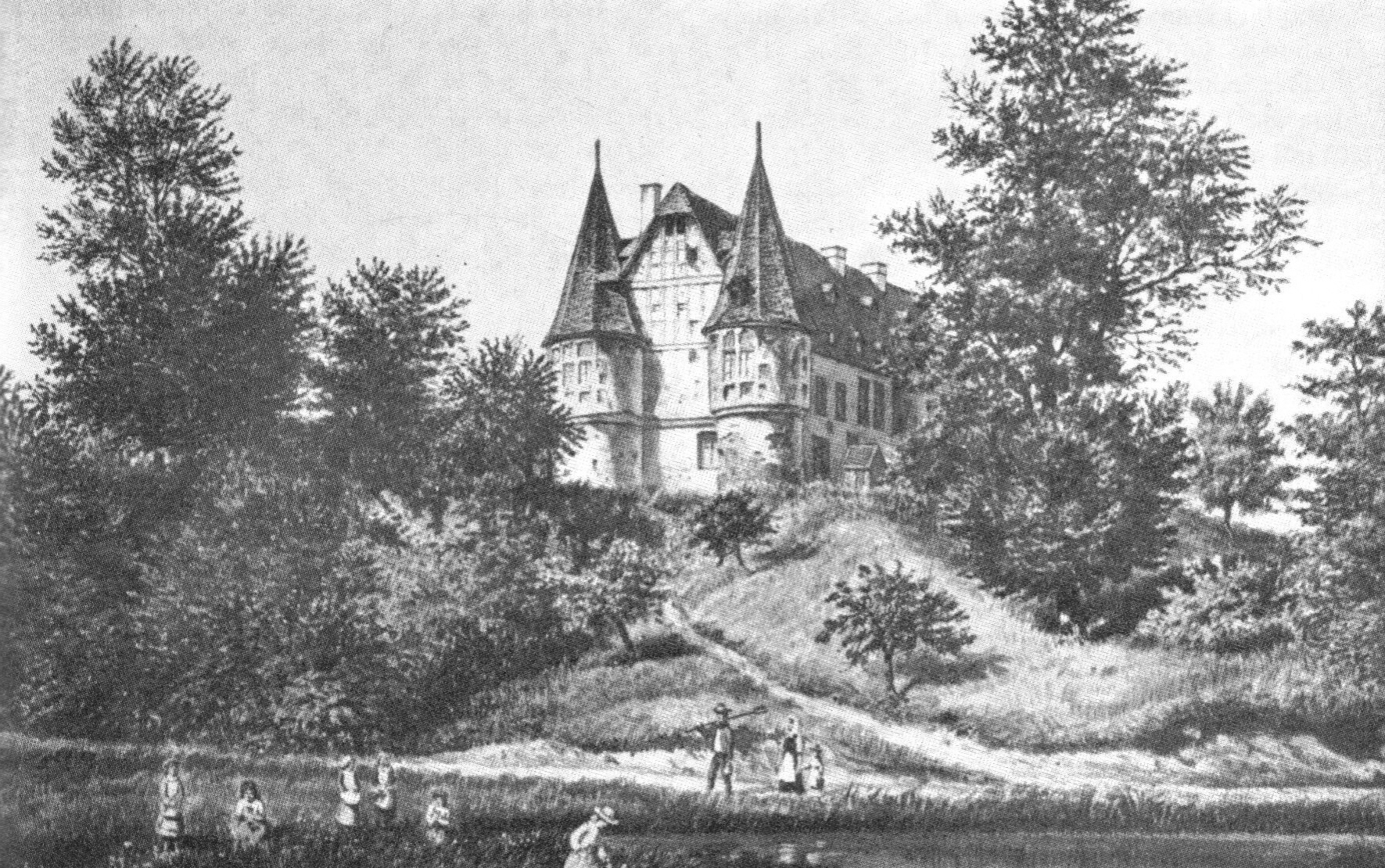
Haus Attenbach nach einer Zeichnung von Schreiner aus dem Jahr 1884

Haus Attenbach und sein Umland 1900

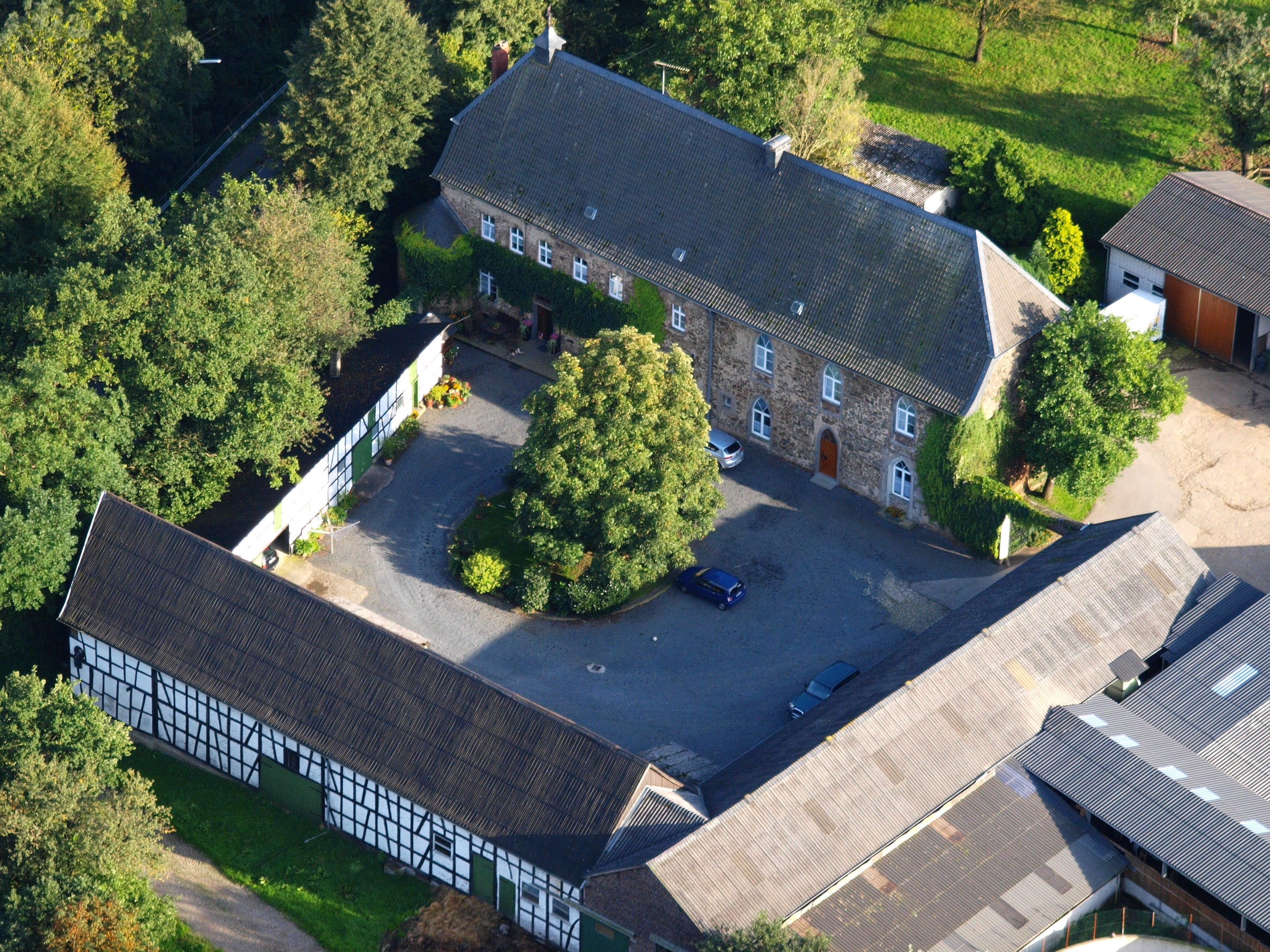
Haus Attenbach

Haus Attenbach ist ein ehemaliger Adelssitz am linken Ufer der Sieg in Hennef im Rhein-Sieg-Kreis und Namensgeber des ehemaligen Ortsteils, in dem es steht. Heute gehört der Ort zu Greuelsiefen. Das zweigeschossige Gebäude mit seinen zwei runden Ecktürmen gehört durch seinen Standort zum Typus der Niederungsburg. Es befindet sich in Privatbesitz und kann nur von außen besichtigt werden.

## Geschichte
Das genaue Gründungsdatum der Burganlage ist bisher nicht bekannt, denn ausführliche Schriftquellen liegen bislang nicht vor. Erstmals urkundlich erwähnt wurde der Ortsname Attenbach 1142 im Güterverzeichnis des Klosters Nonnenwerth (andere Quellen berichten von einer Erstnennung 1126 im Stiftungsbrief der Abtei). Im Jahr 1367 ist bezeugt, dass sich der damalige Besitzer, Ritter Johann von Attenbach, nach seiner Burg benannte.
Zu Beginn des 16. Jahrhunderts kam die Anlage an Arnold von Vünfzahl (auch von Fünfzahl und von Vonfzahl), dessen Erbtochter Maria Wilhelm von Gevertzhagen heiratete und die Burg mit in die Ehe brachte. Das Paar ließ 1545 an der Stelle der spätmittelalterlichen Anlage das heutige Herrenhaus errichten, was eine Jahreszahl über dem Türstock des Eingangs nebst dem Doppelwappen Gevertzhagen-Vünfzahl belegen.
1810 wurde die Burg an den Freiherrn Theodor von Hallberg-Broich aus dem Adelsgeschlecht Hallberg verkauft. Von Hallberg-Broich war damit 1812 mit Abstand der wohlhabendste Mann im Kanton Hennef. Der  Proprietaire (Grundbesitzer) musste 998 Franc an Steuern bezahlen, der zweite in der Liste des Notables nur 215.
1817 veräußerte er das Anwesen weiter an Matthias Heister zu Menden. Nach dessen Tod 1828 ging das Gut über die Tochter Barbara Heister († 1831) an den Schwiegersohn Wimar Adolf Kemp († 1851) vom Gut Elsfeld. Das Gut Attenbach erbte danach Tochter Katharina Elisabeth Kemp, verheiratet mit Heinrich Krumbach. Die Familie Krumbach lebte hier bis 1938.